# Botričnica
Botričnica este o localitate din comuna Šentjur, Slovenia, cu o populație de 108 locuitori.